# River Skerne
River Skerne är ett vattendrag i Storbritannien.   Det ligger i riksdelen England, i den centrala delen av landet, 300 km norr om huvudstaden London.